# بوينغ طراز 8
طائرة بوينغ طراز 8 ، المعروفة ب: BB-L6 ذو السطحين المصممة من قبل شركة بوينغ خصيصا من أجل اختبار تجريبي.

## المواصفات
مصدر البيانات: Bowers, 1989. pg. 54.
الخصائص العامة
- طاقم العمل: one
- السعة: three
- طول الجناح: 44 قدم 9 إنش ( م)
- الأرتفاع: 10 قدم 10 إنش ( م)
- منطقة الجناح: 465 قدم2 ( م2)
- الوزن الفارغ: 1,652 رطل ( كجم)
- الوزن الإجمالي: 2,632 رطل ( كجم)
- المحرك: 1 × Hall-Scott L-6, 200 حصان ({{{eng1 kw}}} كيلو وات) لكل

الأداء
- السرعة القصوى: 100 ميل/ساعة (161 كم/س)
- سرعة الأنطلاق: 90 ميل/ساعة (145 كم/س)
- المدى: 450 ميل (724 كم)
- الحد الأقصى للخدمة: 15,000 قدم ( م)

## وصلات خارجية
- بوينغ نموذج 8 (BB-L6) (الروسية)